# جوش كيني
جوش كيني (بالإنجليزية: Josh Kinney)‏ هو لاعب كرة قاعدة أمريكي، ولد في 31 مارس 1979 في Coudersport, Pennsylvania ‏ في الولايات المتحدة.

## وصلات خارجية
- جوش كيني على موقع دوري كرة القاعدة الرئيسي (الإنجليزية)
- جوش كيني على موقعبيزبول رفرنس.كوم (الدوري الرئيسي) (الإنجليزية)
- جوش كيني على موقعبيزبول رفرنس.كوم (الدوري الثانوي) (الإنجليزية)
- جوش كيني على موقع إي إس بي إن.كوم (أم.أل.بي) (الإنجليزية)
- جوش كيني على موقع مشجعي الرسوم البيانية (الإنجليزية)